# Карликовий гримучник
Карликовий гримучник (Sistrurus) — рід отруйних змій родини Гадюкові. Має 2 види.

## Опис
Загальна довжина представників цього роду коливається від 50 см до 1 м. Голова помірного розміру, трикутна, пласка, вкрита великими щитками правильної форми. Є довгі отруйні ікла, отруйні залози розташовані у голові голові позаду очей. Шия тонка. Тулуб стрункий, кремезний. Хвіст дуже короткий. Мають невелике брязкальце на кінці хвоста, яке складається з 12 частинок. Забарвлення сіре, сірувато—буре з темними плямами.

## Спосіб життя
Полюбляють луки, прерії, болота, чагарники. Активні у сутінках та вночі. Харчуються ящірками, гризунами, комахами.
Отрута не смертельна для людини, проте укус досить болючий.
Це яйцеживородні змії. Самиці народжують до 15 дитинчат.

## Розповсюдження
Мешкають у південному сході Канади, США, на півночі й у центрі Мексики.

## Види
- Sistrurus catenatus
- Sistrurus miliarius